# کاتاماتیت
کاتاماتیت (به انگلیسی: Katamatite) یک شهرک در استرالیا است که در ایالت ویکتوریا در کشور استرالیا واقع شده‌است. بر اساس سرشماری سال ۲۰۱۱ در استرالیا، جمعیت این شهرک ۴۳۳ نفر بوده‌است.